# Гомеш, Жозе
Жозе́ Го́меш (порт. José Gomes; род. 8 апреля 1999 года, Бисау) — португальский футболист, нападающий албанского клуба «Эльбасани».

## Клубная карьера
Воспитанник академии португальского клуба «Бенфика». В сезоне 2016/2017 из молодёжной команды клуба был переведён в резервный состав, выступающий во второй лиге Португалии. Его профессиональный дебют состоялся 6 августа 2016 года в матче против клуба «Кова-да-Пиедади». 9 сентября 2016 года Гомиш дебютировал в основном составе Бенфики, выйдя на замену в матче чемпионата Португалии против «Ароки».
В феврале 2024 года стал игроком одесского «Черноморца».

## Карьера в сборной
Жозе выступает за юношеские сборные Португалии. В составе юношеской сборной до 17 лет он принимал участие на юношеском чемпионате Европы 2016 года. Нападающий принял участие во всех шести встречах этого первенства и отметился в них семью забитыми мячами, установив таким образом турнирный рекорд. Его сборная выиграла турнир, обыграв испанцев в серии пенальти.

## Достижения
«Бенфика»
- Чемпион Португалии: 2016/17
- Обладатель Кубка Португалии: 2016/17

Сборная Португалии
- Чемпион юношеского чемпионата Европы (до 17 лет): 2016
- Чемпион юношеского чемпионата Европы (до 19 лет): 2018